# IC 1295
Nébuleuse planétaire
IC 1295 est une nébuleuse planétaire dans la constellation de l'Écu de Sobieski.
- Ascension droite : 18h 54m 41,2s
- Déclinaison : -08° 49′ 50″
- Taille : 1,4'
- Magnitude : 15

Nébuleuse planétaire très petite et de magnitude très faible, observable avec un filtre OIII sous un assez bon ciel. L'amas globulaire NGC 6712 facilite son repérage.